# Giancarlo Del Re
Giancarlo Del Re (Roma, 29 aprile 1931 – Roma, 14 marzo 2011) è stato un giornalista, scrittore, umorista, sceneggiatore, paroliere e creatore di serie televisive italiano.

## Biografia

### L'ingresso nel giornalismo e i successi delle "Avventure in città"
Giancarlo Del Re nasce a Roma in via della Croce, figlio di Fortunato, pittore e miniaturista messinese e di Beatrice, giovane musa ispiratrice napoletana; trascorre un'infanzia segnata dai bombardamenti della  seconda guerra mondiale, senza termosifone né scarpe nuove. Entra giovanissimo come cronista al Messaggero. Nel 1951, a Sanremo, è tra i pochi giornalisti accreditati al primo Festival della Canzone italiana vinto da Nilla Pizzi. Dopo gli anni di praticantato supera l'apposito esame e, il 1º gennaio 1955, è ammesso tra i giornalisti professionisti.
Nel 1958 Del Re subentra al suo capocronista Guglielmo Ceroni nella redazione della rubrica Avventure in città che firmerà sino al 1997, sulla prima pagina della Cronaca di Roma. Del Re si sbizzarrisce a descrivere in tono umoristico e dialoghi in dialetto romanesco vizi e virtù del popolo romano, riscuotendo il generalizzato apprezzamento dei lettori.
Nel 1964 raccoglie gli articoli di maggior successo nell'omonimo libro, illustrato da Alfonso Artioli e vince il premio Bordighera per la letteratura umoristica. Dodici anni dopo ne pubblica una nuova edizione (1976). Tra le due monografie, nel 1972, pubblica per la casa editrice Mursia Roma della gente, di argomento analogo. Il suo talento giornalistico, tuttavia, non si esaurisce negli articoli umoristici o di satira sociale. In vista del referendum sul divorzio del 1974 scrive un apprezzato editoriale in prima pagina, intitolato: La fede non c'entra.

### Prime sceneggiature
A partire dagli anni sessanta, Del Re inizia ad alternare il lavoro di giornalista a quello di sceneggiatore cinematografico. Nel 1962, contribuisce alla sceneggiatura di I due della legione, diretto da Lucio Fulci; nel 1966 scrive il testo di un documentario sull'infibulazione femminile in Africa, intitolato I tabù n. 2, diretto da Romolo Marcellini; nel 1970 è tra gli sceneggiatori de Il debito coniugale, di Franco Prosperi e, nello stesso anno, insieme a Suso Cecchi D'Amico, scrive i testi della serie televisiva Giovanni ed Elviruccia, diretta e interpretata da Paolo Panelli, con Bice Valori.

### Parole parole
Al suo esordio come paroliere musicale (1972) Giancarlo Del Re scrive, insieme a Leo Chiosso, il testo della sigla televisiva di coda della trasmissione Teatro 10, interpretata da Mina e Alberto Lupo: Parole parole. La canzone ottiene uno strepitoso successo a livello internazionale. Oltre che da Mina, è interpretata in italiano anche dai Montefiori Cocktail, Casanostra, Piluka, Licia Fox (italiano per il mercato belga), Georgina e Joe Diverio (italiano per il mercato libanese); in francese da Dalida e Alain Delon, Les Charlots, Les Enfoirés, Sarah Hohn, Beau Catcheur e Maya (francese per il mercato giapponese); in inglese (titolo: Remember) da Shirley Bassey e Al Corley e dal Groupe 2000; in spagnolo da Silvana Di Lorenzo e Osvaldo Brandi, da Carmen Sevilla e da Javier Corcobado; in portoghese da Maysa & Raul Cortez; in tedesco da Vicky Léandros; in olandese da Nicole & Hugo; in turco da Ajda Pekkan, Göksel e Bülent Nargaz; in ungherese da Vincze Viktória e Lukács Sándor e da Stefano & Rita; in croato da Ksenija Erker e dai Rivers. È incisa anche da Gil Ventura al sax, Severino Gazzelloni al flauto e da Stefano Bollani al pianoforte.

### Linda e il brigadiere
Nel 1980, Del Re riprende a dedicarsi alla sceneggiatura, nuovamente con la collaborazione di Suso Cecchi D'Amico, scrivendo i testi della trasposizione televisiva del romanzo La Velia, dello scrittore Bruno Cicognani, interpretato da Pamela Villoresi. Nel 1997, insieme a Giorgio Mariuzzo, crea per la RAI la sua serie di maggior successo: Linda e il brigadiere, con Nino Manfredi e Claudia Koll. L'impegno lo costringe a passare la mano nella redazione delle Avventure in città, che aveva perseguito per quasi mezzo secolo. Dal 2000 al 2008, tuttavia, riprende il suo rapporto con i lettori del Messaggero, curando la rubrica domenicale di posta Botta e risposta.
Muore a ottant'anni nel 2011. Vedovo della terza moglie Anna Municchi, anche lei giornalista. Era stato sposato in prime nozze con Clara Costantini dalla quale ha avuto,il primogenito Pietro anche lui giornalista e la secondogenita Orielle. Dalle seconde nozze con Elena Lunardoni ha avuto il terzogenito Lorenzo. I funerali laici si sono celebrati presso la sede della Facoltà valdese di teologia a Roma, in Piazza Cavour. Nel trigesimo della sua scomparsa, Roma Capitale e l'Accademia Gioachino Belli, patrocinata da Beppe Renzi, allestiscono un memorial in suo onore alla Sala del Carroccio del Palazzo Senatorio, in Campidoglio, alla presenza del sindaco Gianni Alemanno e dell'ex sindaco Francesco Rutelli, il vice sindaco Mauro Cutrufo, l'assessore pro-tempore alla Cultura Dino Gasperini, i giornalisti Fabio Isman e Giancarlo Governi.